# Буркот, Веста Юрьевна
Веста Юрьевна Буркот (род. 19 июля 1982 года, Люберцы, Московская область, СССР) — российская актриса театра и кино, телеведущая и модель. В период с 2018 года и до самого закрытия была ведущей в детской образовательной телепередаче «АБВГДейка» траслирующейся по телеканалу ТВ Центр. Актриса в театр-студии Всеволода Шиловского.

## Биография
Родилась 19 июля 1982 года в Московской области. Закончила ВГИК в 2009 году, мастерскую Всеволода Николаевича Шиловского, и в последствии стала служить в его театр-студии.
В 2010 года полноценно дебютировала на телеэкране в сериале «Универ» исполнив роль Маши Малицкой. В начале своей карьеры также снималась в эпизодах таких фильмов как «Дублер», «Чемпионы», «Легок на помине» и болгарско-российском фильме «Лабиринты любви».
В 2013 году Веста сыграла первую заметную роль, «милую Люсю», в двух-серийном фильме «Муж счастливой женщины». И продолжает активно сниматься в популярных сериалах.
В 2014 году в сериале «Тайный город 2» (экранизации одноименной серии фантастических книг Вадима Панова) Буркот исполняет роль метаморфа Анны, одной из основных антагонистов сериала. И в вышедшем в 2015 году продолжении («Тайный город 3») она также вернулась к роли Анны.
В 2016 году она сянлась в семейной саге «Гроздья винограда», где действия разворачиваются на протяжении более 30 лет, Веста сыграла соперницу главной героини, Анфису, в возрасте от 20 до 46 лет.
Начиная с 2018 года стала ведущей детской образовательной телепередачи «АБВГДейка», где исполняла роль учительницы Светланы Юрьевны, вплоть до самого ее закрытия в январе 2020 года.
В 2025 года на телеканале «Домашний» планируется к выходу сериал «Он мне изменяет», где Веста Буркот сыграла одну из главных ролей, героиню Ольгу.

## Фильмография
| Год  |   | Название                             | Роль                     |
| ---- | - | ------------------------------------ | ------------------------ |
| 2010 | с | Москва. Три вокзала                  | Алина Шарова             |
| 2010 | с | Невидимки                            | Маша Румянцева           |
| 2010 | с | Универ                               | Маша Малицкая            |
| 2011 | с | Профиль убийцы                       | Глухарева                |
| 2011 | с | Пятницкий                            | Лариса (жена Мясницкого) |
| 2011 | с | Счастливы вместе                     | Вика                     |
| 2011 | с | Час Волкова                          | Аллочка                  |
| 2012 | с | Мент в законе                        | Лена Фролова             |
| 2012 | ф | Няньки                               | стюардесса               |
| 2013 | ф | Дублёр                               | эпизод                   |
| 2013 | с | Людмила                              | медсестра                |
| 2013 | ф | Муж счастливой женщины               | Люся                     |
| 2013 | с | Пятая стража                         | Анна                     |
| 2013 | с | Последний из Магикян                 | телеведущая              |
| 2013 | с | Молодёжка                            | Татьяна                  |
| 2014 | с | Тайный город-2                       | Анна                     |
| 2014 | с | Дикий                                | Мария Кремнева           |
| 2014 | ф | Чемпионы                             | Жами Сале                |
| 2015 | с | Тайный город-3                       | Анна                     |
| 2015 | с | Джуна                                | телеведущая              |
| 2015 | с | Любопытная Варвара                   | Ксения Быстрова          |
| 2015 | ф | Лабиринты любви                      | Ольга                    |
| 2016 | с | Гроздья винограда                    | Анфиса                   |
| 2016 | с | Два отца два сына                    | Лика Орловская           |
| 2016 | с | Последний мент                       | Кира Власова             |
| 2017 | с | Майор Соколов. Игра без правил       | Катя Ларионова           |
| 2017 | с | Тот, кто читает мысли (Менталист)    | Тамара Назарова          |
| 2018 | с | Глаза в глаза                        | Светлана Мохова          |
| 2019 | с | Филатов                              | врач                     |
| 2020 | с | Ищейка                               | Оксана Сушкина           |
| 2020 | ф | На скорости                          | Ирина                    |
| 2020 | с | Спасская                             | Галина Елагина           |
| 2020 | с | Старая гвардия. Прощальная вечеринка | Катерина                 |
| 2020 | с | Объявлен мёртвым                     | Ульяна                   |
| 2021 | с | Училки в законе                      | жена директора           |
| 2023 | ф | Компотский дым                       | Марго                    |
| 2025 | с | Он мне изменяет                      | Ольга                    |

### Телевидение
- 2018—2020 — АБВГДейка — учительница Светлана Юрьевна